# Agence nationale des renseignements (Togo)
Pour les articles homonymes, voir ANR.
Ne doit pas être confondu avec Agence nationale de renseignements (République démocratique du Congo) ou Agence nationale de renseignement (Burkina Faso).
L'Agence nationale des renseignements, aussi connue par son sigle ANR, est le service de renseignements de la République du Togo. L'agence prend en charge une série d'actions comme la collecte d'informations, le renseignement extérieur, la lutte contre le terrorisme, le contre-espionnage ou la surveillance. Le service est lié de manière importante au régime des Gnassingbé et est régulièrement l'objet de polémiques, notamment pour son usage de la torture. Depuis octobre 2018, il est dirigé par le colonel Ali Esso Tchakpélé, un proche de Faure Gnassingbé.

## Missions
Les missions qui sont attribuées au service sont la « sûreté intérieure et extérieure de l’État » et de « surveiller les personnes ou groupes de personnes
nationaux ou étrangers suspectés d’exercer une activité de
nature à porte atteinte à la sûreté de l’État ».

## Histoire
En 2012, le service est mis en cause par la Commission nationale consultative des droits de l'homme (CNDH) dans des accusations de torture et de mauvais traitements à l'égard des prisonniers et opposants politiques. Ces actes de torture auraient été commis sous la direction de Yotrofei Massina, qui est ensuite muté à la tête de la Gendarmerie,. Lorsque le dirigeant de la CNDH, Koffi Kounté, fait savoir que la version du rapport publiée par le gouvernement est fausse, il doit fuir le Togo et se réfugier en France pour des menaces sur sa vie. En 2014, Faure Gnassingbé nomme le colonel Koulemaga Kassawa pour diriger l'agence. Malgré tout, le président togolais ne semble pas disposer d'une marge de manœuvre illimitée sur le service, où des éléments dissidents existent à cette époque.
En 2018, Gnassingbé nomme à la tête du service le colonel Ali Esso Tchakpélé, qui remplace Koulemaga Kassawa,. Il s'agit pour le président de renforcer son contrôle sur l'agence après une fronde des officiers de l'appareil sécuritaire de l’État. Ce choix n'est pas anodin, car Ali Esso Tchakpélé est un Kabyé originaire de Pya, les terres historiques du clan Gnassingbé. Par ailleurs il a déjà assuré l'intérim du service en 2012, après la mutation de Yotrofei Massina.